# Горличка
Горличка (Leptotila) — рід голубоподібних птахів родини голубових (Columbidae). Представники цього роду мешкають в Америці.

## Опис
Горлички — невеликі і середнього розміру голуби, середня довжина яких становить 22,5–33 см, а середня вага — 96–205 г. Вони вирізняються довгими, неоперенними лапами, пристосованими до наземного способу життя. Горличи мають сіре або коричневе забарвлення, верхня частина тіла і нижні покривні пера крил у них рудувато-коричневі. Хвости у горличок є відносносно короткими, стернових пер десять, за виключенням центральної пари, вони мають білі кінчики. Живляться горлички переважно ягодами і насінням. В кладці 2 кремових або білих яйця. Для горличок є характерими сіпання головою і хвостом, а також характерний, дзижчачий звук польоту, схожий на звук польоту куріпки.

## Види
Виділяють одинадцять видів:
- Горличка білолоба (Leptotila verreauxi)
- Горличка велика (Leptotila megalura)
- Горличка сіроголова (Leptotila rufaxilla)
- Горличка мексиканська (Leptotila plumbeiceps)
- Горличка бліда (Leptotila pallida)
- Горличка панамська (Leptotila battyi)
- Горличка гренадська (Leptotila wellsi)
- Горличка ямайська (Leptotila jamaicensis)
- Горличка сірогруда (Leptotila cassinii)
- Горличка вохристогруда (Leptotila ochraceiventris)
- Горличка колумбійська (Leptotila conoveri)

## Етимологія
Наукова назва роду Leptotila походить від сполучення слів дав.-гр. λεπτος — стрункий і πτιλον — перо.